# Morzyca (powiat stargardzki)
Morzyca (niem. Blumberg, nazwa przejściowa – Słowiański Kwiatków) – wieś w Polsce położona w województwie zachodniopomorskim, w powiecie stargardzkim, w gminie Dolice, położona 4,5 km na północny zachód od Dolic (siedziby gminy) i 15 km na południowy wschód od Stargardu (siedziby powiatu).
W latach 1975–1998 miejscowość administracyjnie należała do województwa szczecińskiego. We wsi znajduje się przystanek kolejowy.

## Historia
Od XIV w. Morzyca była posiadłością Wedlów krępcewskich. W XVII w. cała wieś przeszła na własność v. Papsteinów z Dankowa. W okresie przed II wojną światową majątek należał do Kurta Braune.
W 1850 roku Emil Kühn, wówczas tajny radca, zakupił dobra ziemskie ze starym, swą tradycją sięgającym średniowiecza, należącym przez kilka wieków do rodu Wedel, dworem. Dwór zbudowany w 1587 roku nie przetrwał do naszych czasów. Na jego terenie występuje cenny starodrzew, rzadko spotykane okazy dębu szypułkowego odmiany stożkowatej, platanu klonolistnego oraz pomnikowe egzemplarze dębu szypułkowego.
W czasie drugiej wojny zwiększono nośność mostu na Małej Inie, w celu umożliwienia przejazdu czołgom i ciężkim wozom pancernym. Czynność ta niezbędna była w celu przeprowadzenia operacji Sonnenwende.

## Zabytki
- Kościół filialny pw. św. Josemarii Escrivy z XVI i XVII w., kamienno-ceglany, renesansowy, odbudowany z ruiny w latach 1997-1999. Obiekt zabytkowy - nr rej. 247 z 22.10.1957 r.
- Baszta cylindryczna zwana „Stary Piotr” z XVI/XVII w. pozostałość fortyfikacji zamku rodziny Wedlów. Była to baszta obronna, która także służyła za magazyn do przechowywania prochu i broni.
- Zachowany został fragment kamiennego muru ogrodzeniowego, furta z ceglanym, łukowym zwieńczeniem w murze - wejście do parku.
- Park z licznym starodrzewem i gatunkami egzotycznymi[5].

### Kościół w Morzycy
W 1997 roku, w wyniku starań proboszcza z Kolina ks. Czesława Kółko, zostało wydane pozwolenie na odbudowę zniszczonego kościoła z 1606 roku. Autorem projektu odbudowy był architekt Maciej Płotkowiak.

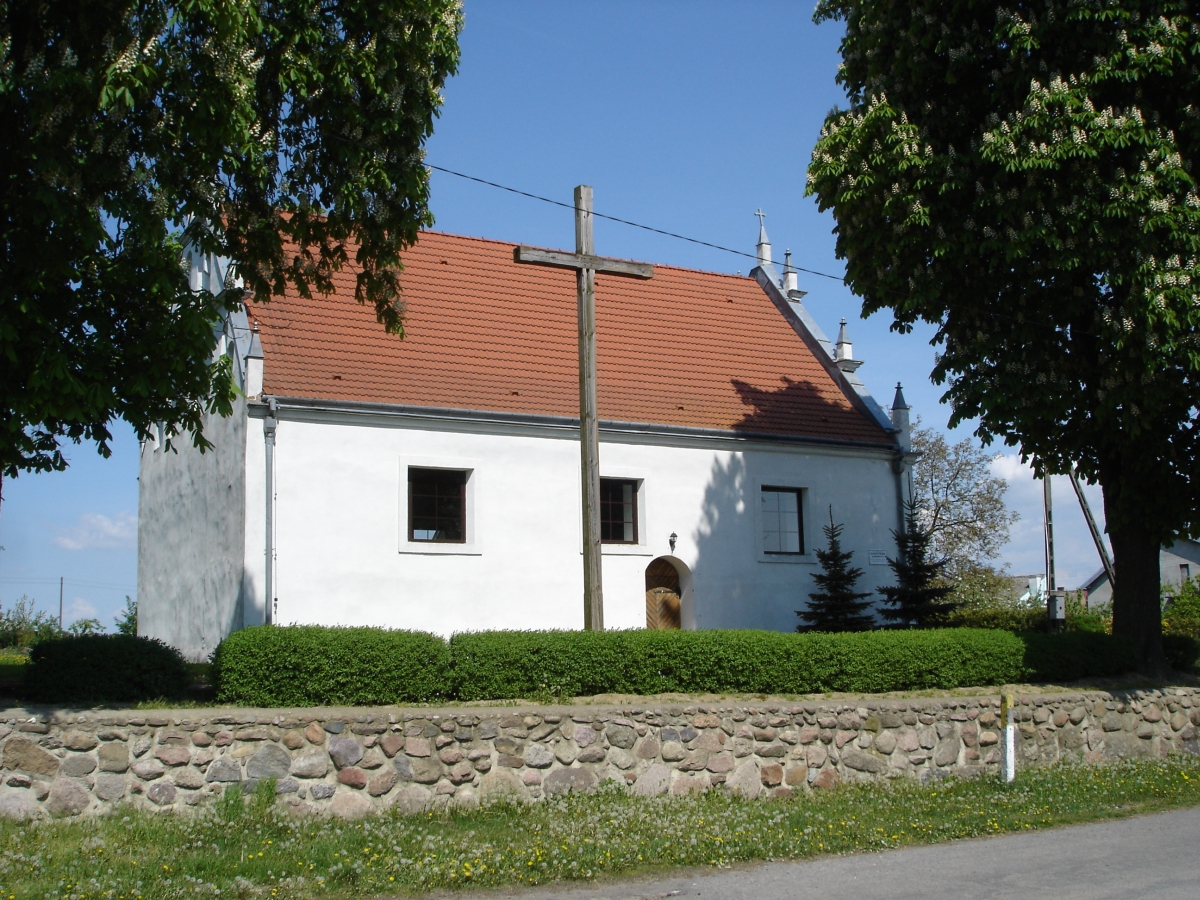
Kościół św. Josemarii Escrivy

Odbudowę kościoła w Morzycy rozpoczęto w 1997 roku, a już 19 czerwca 1999 roku odbyło się poświęcenie pierwszego na świecie kościoła pod wezwaniem bł. Josemarii Escrivy, założyciela Opus Dei (dziś świętego). Konsekracji odbudowanego kościoła dokonał w obecności licznych wiernych z Polski i zagranicy Arcybiskup Metropolita Szczecińsko-Kamieński ks. Zygmunt Kamiński. Co roku 26 czerwca, w rocznicę śmierci Świętego, odbywa się w morzyckim kościele msza święta o św. Josemarii.